# غشاء محدد داخلي
الغشاء المحدد الداخلي هو الحد الفاصل بين شبكية العين والجسم الزجاجي، ويتكون من خلايا نجمية والأقدام الطرفية لخلايا موللر [الإنجليزية]. تُفصل عن الجسم الزجاجي عبر صفيحةٍ قاعدية.

## روابط خارجية
- صور نسيجية: 07902loa — نظام تعلم علم الأنسجة في جامعة بوسطن